# Vladislav Lauda
Vladislav Lauda (* 25. ledna 1955) je bývalý český fotbalista, útočník, reprezentant Československa. Za československou reprezentaci odehrál roku 1985 tři utkání a dal jeden gól (v zápase kvalifikace na mistrovství světa 1986 s Německem). V lize odehrál 190 utkání a vstřelil 51 gólů. Hrál za Slavii Praha (1977–1982), Sigmu Olomouc (1982–1986) a kyperský AEL Limassol.